# Silverton Siege
Silverton Siege (traduïble com a «El setge de Silverston») és una pel·lícula sud-africana de 2022 dirigida per Mandla Dube. L'obra es basa un succés real: el setge de Silverton, a Pretòria, el 1980. La pel·lícula es va estrenar internacionalment a Netflix el 27 d'abril de 2022.

## Sinopsi
Basada en fets reals, narra la història de tres revolucionaris contra l'Apartheid que es troben envoltats per la policia després d'una missió fallida de sabotatge. Els activistes, immersos en una tensa negociació, es troben dins d'un banc i prenen com a ostatge a diversos clients, però, en comptes de reclamar diners o llibertat, van exigir l'alliberament del líder pres Nelson Mandela. Aquest fet va desencadenar el moviment «Alliberin a Nelson Mandela», el qual va aconseguir el seu objectiu menys de 10 anys després.

## Repartiment
El repartiment principal està format per:
- Thabo Rametsi com a Calvin Khumalo
- Noxolo Dlamini com a Mbali Terra Mabunda
- Stefan Erasmus com a Aldo Erasmus
- Arnold Vosloo com a capità Johan Langerman
- Tumisho Masha com a Sechaba, pilot
- Michelle Mosalakae com a Rachel
- Elani Dekker com a Christine, supervisor
- Shane Wellington com a Cornelius Washington, promotor de boxa estatunidenc
- Deon Coetzee com a Schoeman
- Justin Strydom com a Hans

## Producció
La pel·lícula havia estat oficialment en desenvolupament durant dos anys a partir del 2019. En llegir sobre el setge de Silverton de 1980, Dube es va inspirar i va començar a desenvolupar un guió amb l'antic alumne de l'American Film Institute Sechaba Morojele com a editor. Dube va dir que la pel·lícula seria aproximadament un 60% dels fets i que utilitzarien llicència creativa per a la resta, volent que fos «una història entretinguda, no un documental». La fotografia principal va tenir lloc a Pretòria. La producció va rebre finançament de la National Film & Video Foundation.
El repartiment es va anunciar juntament amb l'anunci de la data d'estrena el març de 2022; Thabo Rametsi, Noxolo Dlamini i Stefan Erasmus interpretarien el trio de Silverton al costat d'Arnold Vosloo, Tumisho Masha, Michelle Mosalakae i Elani Dekker.